# ۲۸مین جوایز ای‌وی‌ان
۲۸مین دوره جوایز ای وی ان (انگلیسی: 28th AVN Awards) در لاس وگاس توسط Adult Video News (AVN), اجرا شد که در آن بهترین فیلمهای پورنوگرافی و محصولات سرگرمی بزرگسالان در سال ۲۰۱۰ مورد تقدیر قرار گرفتند. این مراسم در ۸ ژانویه ۲۰۱۱ برگزار شد.